# Hamil
Hamil (în persană حميل; de asemenea, romanizat ca Ḩomeil, Humeyl sau Homeil; pronunțat [haˈmil] sau [ho'meil]) este un oraș și capitala districtului Homeyl, în județul Eslamabad-e Gharb, provincia Kermanshah, Iran. La recensământul din 2006, populația sa era de 1.303 de locuitori, în 306 de familii.